# 2006年亞洲運動會中國澳門代表團
| 澳門區旗                         |      |      |      |      |      |      |
| 本屆亞運會中國澳門獎牌數逐日排位 |      |      |      |      |      |      |
| 順序                             | 12月 | 位次 | 金牌 | 銀牌 | 銅牌 | 獎牌 |
| 第1天                            | 1日  |      | 0    | 0    | 0    | 0    |
| 第2天                            | 2日  |      | 0    | 0    | 0    | 0    |
| 第3天                            | 3日  |      | 0    | 0    | 0    | 0    |
| 第4天                            | 4日  |      | 0    | 0    | 0    | 0    |
| 第5天                            | 5日  |      | 0    | 0    | 0    | 0    |
| 第6天                            | 6日  |      | 0    | 0    | 0    | 0    |
| 第7天                            | 7日  |      | 0    | 0    | 0    | 0    |
| 第8天                            | 8日  | 32   | 0    | 0    | 1    | 1    |
| 第9天                            | 9日  | 34   | 0    | 0    | 0    | 0    |
| 第10天                           | 10日 | 34   | 0    | 0    | 0    | 0    |
| 第11天                           | 11日 | 34   | 0    | 0    |      |      |
| 第12天                           | 12日 | 34   | 0    | 0    |      |      |
| 第13天                           | 13日 | 34   | 0    | 0    |      |      |
| 第14天                           | 14日 | 33   | 0    | 0    | 0    | 0    |
| 第15天                           | 15日 |      |      |      |      |      |

2006年多哈亞運會於2006年12月1日至15日在卡塔爾多哈舉行。澳門以「中國澳門」的獨立身份名義參賽，本條目列出澳門運動員於本屆亞運會的情況。

## 代表團簡介
中國澳門共派出203名運動員參加今屆亞運會，共參與25個項目，包括：游泳、田徑、羽毛球、籃球、健美、保齡球、單車、劍擊、足球、手球、曲棍球、柔道、空手道、賽艇、欖球、帆船、射擊、壁球、乒乓球、網球、三項鐵人、沙灘排球、室內排球、舉重及武術。

## 選手村升旗禮
中國澳門代表團升旗禮於當地時間2006年11月30日下午3時在多哈亞運選手村舉行，主禮人包括亞奧理事會（東亞區）副會長蕭威利、澳門奧林匹克委員會主席藍鏵纓、社會文化司司長崔世安、中國澳門代表團團長黃有力、代表團秘書長盧景昭等，約100名運動員升旗禮。

## 開幕式
代表團由2002年亞洲運動會武術銀牌得主韓靜擔任持旗手。

## 日誌

### 11月30日
- 乒乓球梁健華因使用違例膠水，被多哈亞運組委會取消參賽資格。
- 乒乓球男子團體在分組賽中最後一場以3:2擊敗 巴林，但由於先後被 越南及 香港以3:0擊敗，因此未能晉級。
- 乒乓球女子團體以0:3敗於 新加坡及 泰國，未能晉級。

### 12月2日
- 乒乓球女子單打馬秋燕在六十四強中以0:4不敵 印度選手。
- 乒乓球競賽委員會批准張智勇頂替梁健華的男雙位置。
- 拳擊甘偉棠在51公斤級別不敵 巴基斯坦選手。

### 12月3日
- 游泳項目在4x100混合泳中，關穎儀、利安琪、馮慧敏及馬卓薇組合以4分34秒50的成績得第七名。
- 拳擊甘偉棠及洪天濱在51公斤級別分別不敵 巴基斯坦及 泰國選手。
- 手球方面，澳門手球隊以11:0不敵 巴林。
- 舉重孟文軍在男子56公斤級別決賽中得第八名。

### 12月4日
- 男子排球以3:0的局數不敵 香港。
- 桌球司徒松活和黃天鴻以3:1不敵 中国選手。

### 12月5日
- 女子舉重楊厚芹在女子七十五公斤賽事中，以總成績225公斤排名第六。
- 羽毛球雙打梁建輝拍林志文以局數2:0擊敗 东帝汶選手。
- 乒乓球女雙張靜宜及王小玲以0:3不敵 選手；王玉嬋及馬秋燕敗於 新加坡。
- 澳門手球隊以14:31不敵 印度。
- 男子4x200自由接力中，王穎璋、李智麟、劉昆峰及唐皓東游出8分21秒69的成績。
- 柔道梁小葡敗給 印度選手。
- 桌球司徒松活以總局數3:4負於 科威特。
- 射擊莊桂玉以總分562排名28。
- 保齡球男子及女子團體同時居第13名。

### 12月8日
- 健美選手鐘家立在男子65公斤為中國澳門隊奪得在今屆賽事中首面銅牌也是首面獎牌。

## 資料來源
- 澳門日報
- 2006年亞洲運動會官方網站